# Liste der Bodendenkmäler in Bubesheim
Auf dieser Seite sind die Bodendenkmäler in der schwäbischen Gemeinde Bubesheim zusammengestellt. Diese Tabelle ist eine Teilliste der Liste der Bodendenkmäler in Bayern. Grundlage ist die Bayerische Denkmalliste, die auf Basis des Bayerischen Denkmalschutzgesetzes vom 1. Oktober 1973 erstmals erstellt wurde und seither durch das Bayerische Landesamt für Denkmalpflege geführt wird. Die folgenden Angaben ersetzen nicht die rechtsverbindliche Auskunft der Denkmalschutzbehörde.

## Bodendenkmäler in Bubesheim
| Lage                              | Objekt                                                                                           | Akten-Nr.     | Bild           |
| --------------------------------- | ------------------------------------------------------------------------------------------------ | ------------- | -------------- |
| (Standort)                        | Grabhügel vorgeschichtlicher Zeitstellung.                                                       | D-7-7527-0032 |                |
| (Standort)                        | Grabhügel der Hallstattzeit, Gräber der römischen Kaiserzeit.                                    | D-7-7527-0034 |                |
| (Standort)                        | Grabhügel der Urnenfelderzeit und der Hallstattzeit.                                             | D-7-7527-0035 |                |
| (Standort)                        | Grabhügel der Hallstattzeit.                                                                     | D-7-7527-0040 |                |
| (Standort)                        | Grabhügel vorgeschichtlicher Zeitstellung.                                                       | D-7-7527-0041 |                |
| (Standort)                        | Verebnete Grabhügel vorgeschichtlicher Zeitstellung.                                             | D-7-7527-0042 |                |
| (Standort)                        | Siedlung der römischen Kaiserzeit                                                                | D-7-7527-0044 |                |
| (Standort)                        | Viereckige Wallanlage vor- und frühgeschichtlicher Zeitstellung.                                 | D-7-7527-0048 |                |
| (Standort)                        | Viereckige Wallanlage vor- und frühgeschichtlicher Zeitstellung.                                 | D-7-7527-0049 |                |
| (Standort)                        | Siedlung der Hallstattzeit und Villa rustica der römischen Kaiserzeit.                           | D-7-7527-0051 |                |
| (Standort)                        | Siedlung der Bronze- und Urnenfelderzeit sowie der römischen Kaiserzeit.                         | D-7-7527-0229 |                |
| (Standort)                        | Siedlung der Bronze- oder Urnenfelderzeit.                                                       | D-7-7527-0231 |                |
| Nähe Leipheimer Straße (Standort) | Mittelalterliche und frühneuzeitliche Befunde im Bereich der katholischen Pfarrkirche St. Maria. | D-7-7527-0301 | weitere Bilder |
| (Standort)                        | Straße der römischen Kaiserzeit.                                                                 | D-7-7527-0311 |                |
| (Standort)                        | Siedlung der Vorgeschichte.                                                                      | D-7-7527-0335 |                |